# Belinda Stowell
Belinda Stowell (Harare, 28 de maio de 1971) é uma velejadora australiana. campeã olímpica da classe 470.

## Carreira
Belinda Stowell representou seu país nos Jogos Olímpicos de 2000, 2004 e 2012, na qual conquistou duas medalha de ouro classe 470 em 2000. 